# وارینگتون (فلوریدا)
وارینگتون (به انگلیسی: Warrington) یک حوزه سرشماری در ایالات متحده آمریکا است که در شهرستان اسکامبیا، فلوریدا واقع شده‌است. وارینگتون ۲۳٫۰ کیلومتر مربع مساحت و ۱۴٬۵۳۱ نفر جمعیت دارد و ۱۶ متر بالاتر از سطح دریا واقع شده‌است.